# پیوس شویتزر
پیوس شویتزر (انگلیسی: Pius Schwizer؛ زادهٔ ۱۳ اوت ۱۹۶۲) سوارکار پرش اهل سوئیس است.